# Bert McCaffrey
Albert John McCaffrey, född 12 april 1893 i Chesley, Ontario, död 15 april 1955 i Toronto, var en kanadensisk professionell ishockeyspelare.

## Karriär
Bert McCaffrey inledde ishockeykarriären i Ontario Hockey Association och åren 1916–1920 spelade han för Toronto Riversides, Toronto Crescents, Toronto Dentals och Parkdale Canoe Club. Säsongen 1920–21 anslöt McCaffrey till Toronto Granites och under de två efterföljande säsongerna, 1921–22 och 1922–23, segrade laget i Allan Cup som kanadensiska amatörmästare.
1924 representerade Toronto Granites Kanada under de Olympiska vinterspelen i Chamonix, Frankrike, där laget spelade hem guldmedaljen. McCaffrey gjorde 21 mål och 36 poäng på lagets fem matcher under turneringen.
Säsongen 1924–25 blev McCaffrey professionell med Toronto St. Patricks i NHL. Han spelade för St. Patricks och senare Toronto Maple Leafs fram till och med säsongen 1927–28 då han byttes bort till Pittsburgh Pirates. Säsongen 1929–1930 bytte Pittsburgh Piraes bort McCaffrey till Montreal Canadiens som samma säsong vann Stanley Cup. McCaffrey spelade 22 matcher för Canadiens säsongen 1930–31 innan han skickades till Providence Reds i Canadian-American Hockey League. Sina två sista säsonger som aktiv spelare representerade han Philadelphia Arrows i CAHL.